# Коробчук, Оксана Игоревна
Оксана Игоревна Коробчук (род. 22 ноября 1983, Москва) — российская регбистка, мастер спорта России; чемпионка Европы по регби-7 2016 года.

## Биография
Мастер спорта по регби, имеет разряд по лёгкой атлетике. Начинала регбийную карьеру в клубе «Магия-МГУС» (команда Московского государственного университета сервиса), в составе которого выиграла в 2002 году «Кубок Фландрии» — клубный турнир с участием 12 международных команд. Позже выступала в составе команды «РГУТИС-Подмосковье», с ней выиграла 10 титулов чемпионки России, неоднократно побеждала в Кубке России. На её счету также победы в Открытом кубке Франции 2004 года, Открытом кубке Англии 2007 года, Кубке Мальты 2007 года и т. д., в дальнейшем представляла клуб «Химки» в чемпионате России.
Оксана неоднократно была призёром чемпионатов Европы по регби в составе российской сборной, в 2016 году выиграла чемпионат Европы по регби-7 со сборной России. Участница сборов и этапов Мировой серии по регби-7. В 2016 году в Ирландии участвовала в квалификационном турнире на Олимпиаду в Рио-де-Жанейро, однако россиянки не отобрались на Игры. Спустя две недели после завершения отбора она получила 4-летнюю дисквалификацию за употребление запрещённого станозолола, а ещё через 4 года в её допинг-пробе был обнаружен мельдоний, что привело к ещё одной двухлетней дисквалификации. После долгих споров Российское антидопинговое агентство добилось продления дисквалификации до 8 лет, однако к тому моменту Коробчук уже завершила карьеру игрока.
С 2011 года работает в ЦПСК-Химки — центре подготовки сборных команд. В настоящее время работает фитнес-тренером клуба «Фитнес Практика».